# 八巻俊雄
八巻 俊雄（やまき としお、1932年 - 2018年）は、広告研究者、東京経済大学名誉教授。

## 経歴
山梨県生まれ。東京大学法学部第2類（公法コース）卒。
日本経済新聞社企画調査部長、日経広告研究所専務理事などを経て、1987年に東京経済大学経営学部教授に転じ、1995年に同コミュニケーション学部へ異動。
2004年定年、名誉教授。日本広報学会理事、ＣＭ総合研究所顧問。

## 著書
- 『広告小辞典』ダヴィッド社　1973
- 『広告のゆくえ 共感する広告の創造』東洋経済新報社　1973
- 『目標による広告キャンペーン』ダイヤモンド社　1976
- 『八巻俊雄著作集』全3巻　産業能率大学出版部

1 (企業イメージ戦略とCI)』　1984
2、実戦広告戦略 目標設定・クリエイティブ・メディアから効果測定まで　1986年　
3、広告国際比較とグローバル戦略 広告でその国の文化がつかめる 1900年　　
- 『やさしい広告学入門 企画・発想から広告効果測定まで』日本文芸社　1986
- 『マーケティング論』放送大学　1989
- 『広告とメディア産業 高感度コミュニケーション時代の』日経広告研究所　1992
- 『日本広告史 経済・表現・世相で見る広告変遷』日本経済新聞社　1992
- 『実践的「広告戦略」のすべて 目標の立て方から表現方法、媒体選択、効果測定まで』PHP研究所　1993
- 『比較・世界のテレビCM』日経広告研究所　1994
- 『新・実戦広告戦略 目標設定・クリエイティブ・メディアから効果測定まで』産能大学出版部　1995
- 『八巻俊雄-全仕事 広告研究半世紀の歩み』加藤暁子共編著　プラトー出版　2003　アウレア選書
- 『八巻俊雄全仕事　2　世界の広告12使徒 さよなら西洋、今日は東洋』プラトー出版　2005　アウレア選書
- 『広告』ものと人間の文化史　法政大学出版局　2006
- 『国際ブランドに押し上げる広告戦略』戎光祥出版　2009

## 共編著
- 『広告は変わる』編　1964　東経新書
- 『産業広告戦略』松田義幸共著　東洋経済新報社　1966
- 『広告のシステム・アプローチ 目標による広告管理の手順とケース』松田義幸共著　誠文堂新光社　1968　ブレーンブックス
- 『市場特性の分析 マーケット・セグメンテーションの新展開』原田聖共編　東洋経済新報社　1969
- 『宣伝の実務 計画、実施から効果測定まで』編　東洋経済新報社　1969　経営実務シリーズ
- 『広告の理論』編　オリオン出版社　1970
- 『セールスプロモーションの理論と実際』山内章伍共著　オリオン出版社　1970
- 『広告の経済効果』久保村隆祐共編　日本経済新聞社　1977
- 『世界の広告事情 比較広告文化論の試み』梶山皓永共著　日本経済新聞社　1977
- 『広告読本』梶山皓共著　東洋経済新報社　1983
- 『ことば・アド・日本人』山田理英共著　学生社　1983
- 『広告表現の科学 独創的クリエーティブへの理論と経験則』天津日呂美共著　日経広告研究所　1991
- 『広告用語辞典』編　東洋経済新報社　1994
- 式亭三馬『狂言綺語』編著　江戸の名コピー集　牧歌舎東京本部 2010

## 翻訳
- ロ・ズカ『ポスター』白水社・文庫クセジュ　1958
- ロベール・ゲラン『まちがいだらけの広告』東洋経済新報社　1962
- ロベール・ゲラン『広告作戦異状あり』東洋経済新報社　1963
- ル・ロイ・スタール『パブリシティの技術』電通PRセンター　1964
- R.H.コーレイ編『目標による広告管理』ダイヤモンド社　1966
- E.B.ワイス『情報産業は変わる コンピューター時代のビジネスとマーケティング』誠文堂新光社　1967　ブレーンブックス
- O.J.ファイアストン『広告の経済学』東洋経済新報社　1969
- D.S.コーウェン,R.W.ジョーンズ『21世紀の広告 どんな媒体が生き残るか』1969　日経新書
- ロイ H.キャンベル『広告効果の測定法』日本経済新聞社　1971
- チャールス・ラモンド『広告効果測定の技術 論争の総ざらいと80年代の視点』ダイヤモンド社　1981
- トーベン・ベスタガード,キム・シュレーダー『広告のことば』日経広告研究所　1987　広研シリーズ
- ケネス・ローマン,ジェーン・マース『売れる広告効くメッセージ』CM総合研究所共監訳　日経広告研究所　1996
- ジェイプ・フランツェン『広告効果 データと理論からの再検証』丸岡吉人、嶋村和恵共訳　日経広告研究所　1996
- ソロモン・ダトカ『目標による広告管理 DAGMAR(ダグマー)の新展開』ダイヤモンド社　1998

## 参考
- 紀伊國屋ブックウェブ:
- 八巻俊雄教授年譜並びに主要著作 (八巻俊雄教授退任記念号)田村紀雄 コミュニケーション科学 2004